# Hans H. Reich
Hans Heinrich Reich (* 15. Dezember 1939 in Speyer; † 19. Februar 2019) war ein deutscher Germanist, Erziehungswissenschaftler und Sprachdidaktiker für Deutsch als Fremdsprache, der sich insbesondere mit der Bildung von Kindern aus Migrantenfamilien befasste.

## Leben
Er studierte Germanistik, Romanistik und Latinistik an den Universitäten Heidelberg, Tübingen und München (LMU). Ab 1965 war er wissenschaftlicher Assistent am Seminar für deutsche Philologie an der LMU, wo er 1967 mit einer Arbeit zu (Untersuchungen zu Wortschatz und Wortwahl des offiziellen Sprachgebrauchs in der DDR) zum Dr. phil. promoviert wurde. Ab 1971 lehrte er als Professor für Didaktik der deutschen Sprache und Literatur an der Pädagogischen Hochschule Rheinland, Abteilung Neuss. Dort war er Mitbegründer der „Forschungsgruppe ALFA“ (Ausbildung von Lehrern für Ausländerkinder). 
Seit 1979 war er Professor für Deutsch mit dem Schwerpunkt Deutsch als Fremdsprache an der Erziehungswissenschaftlichen Hochschule Rheinland-Pfalz (ab 1990 Universität Koblenz-Landau), Campus Landau in der Pfalz. Er baute dort den Ergänzungsstudiengang „Deutsch als Fremdsprache (Lehrer für Kinder mit fremder Muttersprache)“ auf. 1994 erreichte er die Einrichtung eines Instituts für Interkulturelle Bildung in Landau. Von 1995 bis 1997 war er Dekan des Fachbereichs Kultur- und Sozialwissenschaften der Universität Koblenz-Landau. Vom Institut für Germanistik (Fachbereich Kultur- und Sozialwissenschaften) wechselte er später ans Institut für Bildung im Kindes- und Jugendalter (Fachbereich Erziehungswissenschaften). 
Schwerpunkt seiner Arbeit war die sprachliche Bildung in der Migrationsgesellschaft. So war er maßgeblich an dem DFG-geförderten Forschungsprogramm „Folgen der Arbeitsmigration für Bildung und Erziehung“ (1991–1997) und dem Modellprogramm „Förderung von Kindern und Jugendlichen mit Migrationshintergrund“ (2004–2009) beteiligt. 2005 wurde er emeritiert, im Jahr darauf erhielt er den Verdienstorden des Landes Rheinland-Pfalz.

## Schriften (Auswahl)
- Sprache und Politik. Untersuchungen zu Wortschatz und Wortwahl des offiziellen Sprachgebrauchs in der DDR. München 1968, OCLC 470490856.
- mit Ursula Boos-Nünning und Manfred Hohmann: Schulbildung ausländischer Kinder. Bonn 1976, ISBN 3-87198-041-2.
- mit Ursula Neumann: Türkische Kinder – deutsche Lehrer. Probleme im Unterricht. Erklärungen und Hilfen. Düsseldorf 1977, ISBN 3-590-14612-5.
- Ludwig Soumagne. Krefeld 1990, ISBN 3-923140-45-2.